# All Japan Rugby Football Championship
Le All Japan Rugby Football Championship ou 日本ラグビーフットボール選手権大会 est une compétition annuelle de rugby à XV organisée par la Fédération japonaise de rugby en fin de saison et mettant aux prises les 4 demi-finalistes de la Top League, les 2 vainqueurs du tournoi Wild Card et les 4 demi-finalistes du All-Japan University Championship.

## Histoire
La compétition a été créée en 1964 et remportée pour sa 1re édition par le club de Doshisha sur le score de 18 à 3 face à Kintetsu Liners. Le championnat a été élargi de 8 à 10 équipes en 2009 et, depuis 2010, les 4 demi-finalistes de la Top League sont automatiquement qualifiés pour la compétition.

## Format
Les 2 finalistes de la Top League sont qualifiés d'office pour les demi-finales : les 8 autres équipes s'affrontent lors de 2 tours préliminaires par élimination directe.

## Clubs de l'édition 2015
Les dix équipes participantes sont les suivantes :
| - Júbilo (Top League) - Brave Lupus (Top League) - Steelers (Top League) - Wild Knights (Top League) - Green Rockets (Wild Card) | - Sungoliath (Wild Card) - Teikyō (All-Japan University Championship) - Tōkai (All-Japan University Championship) - Tsukuba (All-Japan University Championship) - Keiō (All-Japan University Championship) |

## Palmarès
| Année | Édition         | Vainqueur                                                                                     | Score    | Finaliste                                                                    | Lieu                            |
| ----- | --------------- | --------------------------------------------------------------------------------------------- | -------- | ---------------------------------------------------------------------------- | ------------------------------- |
| 1er   | 1960-61 NHK Cup | Yawata Steel                                                                                  | 50 – 13  | Université Nihon                                                             | Stade Chichibunomiya, Tokyo     |
| 2e    | 1961-62 NHK Cup | Université Doshisha                                                                           | 17 – 6   | Kintetsu                                                                     | Kintetsu Hanazono, Osaka        |
| 3e    | 1962-63 NHK Cup | Yawata Steel                                                                                  | 25 – 6   | Université Meiji                                                             | Chichibunomiya, Tokyo           |
| 1er   | 1963-64         | Université Doshisha                                                                           | 18 – 3   | Kintetsu                                                                     | Chichibunomiya, Tokyo           |
| 2e    | 1964-65         | Yawata Steel                                                                                  | 15 – 6   | Université Hosei                                                             | Chichibunomiya, Tokyo           |
| 3e    | 1965-66         | Université Waseda                                                                             | 12 – 9   | Yawata Steel                                                                 | Hanazono, Osaka                 |
| 4e    | 1966-67         | Kintetsu                                                                                      | 27 – 11  | Université Waseda                                                            | Chichibunomiya, Tokyo           |
| 5e    | 1967-68         | Kintetsu                                                                                      | 27 – 14  | Université Hosei                                                             | Chichibunomiya, Tokyo           |
| 6e    | 1968-67         | Toyota Motor                                                                                  | 44 – 16  | Université Keio                                                              | Hanazono, Osaka                 |
| 7e    | 1969-70         | Université japonaise des sciences du sport (Nippon Sport Science University)                  | 29 – 13  | Fuji Iron & Steel Kamaishi                                                   | Chichibunomiya, Tokyo           |
| 8e    | 1970-71         | Université Waseda                                                                             | 30 – 16  | Nippon Steel Kamaishi                                                        | Chichibunomiya, Tokyo           |
| 9e    | 1971-72         | Université Waseda                                                                             | 14 – 11  | Mitsubishi Motors Kyoto                                                      | Chichibunomiya, Tokyo           |
| 10e   | 1972-73         | Ricoh                                                                                         | 35 – 9   | Université Meiji                                                             | Chichibunomiya, Tokyo           |
| 11e   | 1973-74         | Ricoh                                                                                         | 25 – 3   | Université Waseda                                                            | Hanazono, Osaka                 |
| 12e   | 1974-75         | Kintetsu                                                                                      | 33 – 13  | Université Waseda                                                            | Stade olympique national, Tokyo |
| 13e   | 1975-76         | Université Meiji                                                                              | 37 – 12  | Mitsubishi Motors Kyoto                                                      | Stade olympique national, Tokyo |
| 14e   | 1976-77         | Nippon Steel Kamaishi                                                                         | 27 – 12  | Université Waseda                                                            | Stade olympique national, Tokyo |
| 15e   | 1977-78         | Toyota Motor                                                                                  | 20 – 10  | Université Meiji                                                             | Stade olympique national, Tokyo |
| 16e   | 1978-79         | Nippon Steel Kamaishi                                                                         | 24 – 0   | Université japonaise des sciences du sport (Nippon Sport Science University) | Stade olympique national, Tokyo |
| 17e   | 1979-80         | Nippon Steel Kamaishi                                                                         | 32 – 6   | Université Meiji                                                             | Stade olympique national, Tokyo |
| 18e   | 1980-81         | Nippon Steel Kamaishi                                                                         | 10 – 3   | Université Doshisha                                                          | Stade olympique national, Tokyo |
| 19e   | 1981-82         | Nippon Steel Kamaishi                                                                         | 30 – 14  | Université Meiji                                                             | Stade olympique national, Tokyo |
| 20e   | 1982-83         | Nippon Steel Kamaishi                                                                         | 21 – 8   | Université Doshisha                                                          | Stade olympique national, Tokyo |
| 21e   | 1983-84         | Nippon Steel Kamaishi                                                                         | 35 – 10  | Université Doshisha                                                          | Stade olympique national, Tokyo |
| 22e   | 1984-85         | Nippon Steel Kamaishi                                                                         | 31 – 17  | Université Doshisha                                                          | Stade olympique national, Tokyo |
| 23e   | 1985-86         | Université Keio                                                                               | 18 – 13  | Toyota Motor                                                                 | Stade olympique national, Tokyo |
| 24e   | 1986-87         | Toyota Motor                                                                                  | 26 – 6   | Université Daito Bunka                                                       | Stade olympique national, Tokyo |
| 25e   | 1987-88         | Université Waseda                                                                             | 22 – 16  | Toshiba Fuchu                                                                | Stade olympique national, Tokyo |
| 26e   | 1988-89         | Kobe Steel                                                                                    | 46 – 17  | Université Daito Bunka                                                       | Stade olympique national, Tokyo |
| 27e   | 1989-90         | Kobe Steel                                                                                    | 58 – 4   | Université Waseda                                                            | Stade olympique national, Tokyo |
| 28e   | 1990-91         | Kobe Steel                                                                                    | 38 – 15  | Université Meiji                                                             | Stade olympique national, Tokyo |
| 29e   | 1991-92         | Kobe Steel                                                                                    | 34 – 12  | Université Meiji                                                             | Stade olympique national, Tokyo |
| 30e   | 1992-93         | Kobe Steel                                                                                    | 41 – 3   | Université Hosei                                                             | Stade olympique national, Tokyo |
| 31e   | 1993-94         | Kobe Steel                                                                                    | 33 – 19  | Université Meiji                                                             | Stade olympique national, Tokyo |
| 32e   | 1994-95         | Kobe Steel                                                                                    | 102 – 14 | Daito Bunka Univ.                                                            | Stade olympique national, Tokyo |
| 33e   | 1995-96         | Suntory                                                                                       | 49 – 24  | Université Meiji                                                             | Stade olympique national, Tokyo |
| 34e   | 1996-97         | Toshiba Fuchu                                                                                 | 69 – 8   | Université Meiji                                                             | National Stadium, Tokyo         |
| 35e   | 1997-98         | Toshiba Fuchu                                                                                 | 35 – 11  | Toyota Motor                                                                 | Stade olympique national, Tokyo |
| 36e   | 1998-99         | Toshiba Fuchu                                                                                 | 24 – 13  | Kobe Steel                                                                   | Stade olympique national, Tokyo |
| 37e   | 1999-2000       | Kobe Steel                                                                                    | 49 – 20  | Toyota Motor                                                                 | Stade olympique national, Tokyo |
| 38e   | 2000-01         | Kobe Steel Suntory Les deux finalistes sont déclarés vainqueurs conjoints.                    | 27 – 27  |                                                                              | Stade olympique national, Tokyo |
| 39e   | 2001-02         | Suntory                                                                                       | 28 – 17  | Kobe Steel                                                                   | Chichibunomiya, Tokyo           |
| 40e   | 2002-03         | NEC                                                                                           | 36 – 26  | Suntory                                                                      | Stade olympique national, Tokyo |
| 41e   | 2003-04         | Toshiba Brave Lupus                                                                           | 22 – 10  | Kobelco Steelers                                                             | Stade olympique national, Tokyo |
| 42e   | 2004-05         | NEC Green Rockets                                                                             | 17 – 13  | Toyota Verblitz                                                              | Chichibunomiya, Tokyo           |
| 43e   | 2005-06         | Toshiba Brave Lupus NEC Green Rockets Les deux finalistes sont déclarés vainqueurs conjoints. | 6 – 6    |                                                                              | Chichibunomiya, Tokyo           |
| 44e   | 2006-07         | Toshiba Brave Lupus                                                                           | 19 – 10  | Toyota Verblitz                                                              | Chichibunomiya, Tokyo           |
| 45e   | 2007-08         | Sanyo Wild Knights                                                                            | 40 – 16  | Suntory Sungoliath                                                           | Chichibunomiya, Tokyo           |
| 46e   | 2008-09         | Sanyo Wild Knights                                                                            | 24 – 18  | Suntory Sungoliath                                                           | Chichibunomiya, Tokyo           |
| 47e   | 2009-10         | Sanyo Wild Knights                                                                            | 22 – 17  | Toyota Verblitz                                                              | Chichibunomiya, Tokyo           |
| 48    | 2010-11         | Suntory Sungoliath                                                                            | 37 – 20  | Sanyo Wild Knights                                                           | Chichibunomiya, Tokyo           |
| 49e   | 2011-12         | Suntory Sungoliath                                                                            | 21 – 9   | Sanyo Wild Knights                                                           | Chichibunomiya, Tokyo           |
| 50e   | 2012-13         | Suntory Sungoliath                                                                            | 36 – 20  | Kobelco Steelers                                                             | Stade olympique national, Tokyo |
| 51e   | 2013-14         | Panasonic Wild Knights                                                                        | 30 – 21  | Toshiba Brave Lupus                                                          | Stade olympique national, Tokyo |
| 52e   | 2014-15         | Yamaha Júbilo                                                                                 | 15 – 3   | Suntory Sungoliath                                                           | Chichibunomiya, Tokyo           |
| 53e   | 2015-16         |                                                                                               | –        |                                                                              | Chichibunomiya, Tokyo           |

## Bilan
| Club               | Titre(s) | Premier(s) - Dernier(s) |
| ------------------ | -------- | ----------------------- |
| Kobelco Steelers   | 9        | 1989-2001               |
| Kamaishi Sae Waves | 8        | 1977-1985               |
| Suntory Sungoliath | 6        | 1996-2013               |
| Brave Lupus        | 6        | 1997-2007               |
| Waseda             | 4        | 1966-1988               |
| Wild Knights       | 4        | 2008-2014               |
| Kintetsu Liners    | 3        | 1967-1975               |
| Green Rockets      | 3        | 2003-2006               |
| Toyota Verblitz    | 3        | 1969-1987               |
| ...                | -        | -                       |